# Гравець року ФІФА 2003
«Гравець року ФІФА» за підсумками 2003 року був оголошений 15 грудня 2003 року у Базелі. Це була тринадцята церемонія нагородження трофеєм «Гравець року ФІФА», започаткованого ФІФА у 1991 році. Лауреатом нагороди втретє став французький півзахисник іспанського клубу «Реал Мадрид» Зінедін Зідан.
Найкращою футболісткою року вперше стала німкеня Біргіт Прінц.
Переможець визначався за підсумками голосування серед 142 тренерів національних команд світу (для чоловіків) та 100 тренерів національних жіночих команд світу (для жінок). Кожен із тренерів визначав трійку найкращих футболістів (футболісток), окрім співвітчизників. Перше місце оцінювалось у п'ять балів, друге — три бали, третє місце — 1 бал.

## Підсумки голосування

### Чоловіки
| №  | Гравець            | Клуб(и)                | Країна     | Голоси | Голоси | Голоси | Голоси | Очки |
| №  | Гравець            | Клуб(и)                | Країна     | 1º     | 2º     | 3º     | Разом  | Очки |
| -- | ------------------ | ---------------------- | ---------- | ------ | ------ | ------ | ------ | ---- |
| 1  | Зінедін Зідан      | Реал                   | Франція    | 35     | 27     | 8      | 70     | 264  |
| 2  | Тьєррі Анрі        | Арсенал                | Франція    | 21     | 22     | 15     | 58     | 200  |
| 3  | Роналду            | Реал                   | Бразилія   | 26     | 11     | 13     | 40     | 176  |
| 4  | Павел Недвед       | Ювентус                | Чехія      | 14     | 25     | 13     | 52     | 158  |
| 5  | Роберто Карлос     | Реал                   | Бразилія   | 14     | 9      | 8      | 31     | 105  |
| 6  | Руд ван Ністелрой  | Манчестер Юнайтед      | Нідерланди | 4      | 17     | 15     | 36     | 86   |
| 7  | Девід Бекхем       | Манчестер Юнайтед Реал | Англія     | 8      | 7      | 13     | 28     | 74   |
| 8  | Рауль              | Реал                   | Іспанія    | 4      | 3      | 10     | 17     | 39   |
| 9  | Паоло Мальдіні     | Мілан                  | Італія     | 5      | 3      | 3      | 11     | 37   |
| 10 | Андрій Шевченко    | Мілан                  | Україна    | 2      | 3      | 7      | 12     | 26   |
| 11 | Луїш Фігу          | Реал                   | Португалія | 2      | 1      | 4      | 7      | 17   |
| 12 | Міхаель Баллак     | Баварія                | Німеччина  | 2      | 1      | 2      | 5      | 15   |
| 13 | Олівер Кан         | Баварія                | Німеччина  | 1      | 2      | 2      | 2      | 13   |
| 14 | Пабло Аймар        | Валенсія               | Аргентина  | 1      | 1      | 1      | 3      | 9    |
| 15 | Джанлуїджі Буффон  | Ювентус                | Італія     | 1      | 1      | -      | 2      | 8    |
| 16 | Майкл Оуен         | Ліверпуль              | Англія     | 1      | -      | 1      | 2      | 6    |
| 16 | Філіппо Індзагі    | Мілан                  | Італія     | -      | 1      | 3      | 4      | 6    |
| 18 | Фернандо Мор'єнтес | Реал Монако            | Іспанія    | 1      | -      | -      | 1      | 5    |
| 18 | Алессандро Неста   | Мілан                  | Італія     | -      | 1      | 2      | 3      | 5    |

20 — 27 місця — Кафу, Дадо Пршо, Фабіо Каннаваро, Генрік Ларссон, Пауль Фраєр, Рівалдо, Робер Пірес, Роналдінью — по 3 очки;

28 — 29 місця — Самюель Ето'о, Пол Скоулз — по 2 очки;

30 — 44 місця — Алекс, Ікер Касільяс, Алессандро Дель П'єро, Марсель Десаї, Діда, Бред Фрідель, Дженнаро Гаттузо, Ахмед Хассан, Рой Макай, Клод Макелеле, Рафаель Маркес, Есала Масі, Хав'єр Савіола, Такамацу Дайку, Рафаел ван дер Варт.

### Жінки
| №  | Гравець           | Клуб(и)                             | Очки |
| -- | ----------------- | ----------------------------------- | ---- |
| 1  | Біргіт Прінц      | Кароліна Кураж Франкфурт            | 268  |
| 2  | Міа Гемм          | Вашингтон Фрідом                    | 133  |
| 3  | Ханна Юнгберг     | Умео                                | 84   |
| 4  | Вікторія Свенссон | Юргорден                            | 82   |
| 5  | Марен Майнерт     | Бостон Брейкерз                     | 69   |
| 6  | Беттіна Вігманн   | Браувайлер Пульгайм                 | 49   |
| 7  | Малін Мострем     | Умео                                | 23   |
| 8  | Катя Тейшейра     | Леванте                             | 14   |
| 8  | Ренате Лінгор     | Франкфурт                           | 14   |
| 10 | Марта             | Умео                                | 13   |
| 10 | Сілке Роттенберг  | Браувайлер Пульгайм Дуйсбург        | 13   |
| 12 | Марінетт Пішон    | Філадельфія Чардж Сен-Меммі Олімпік | 11   |
| 13 | Шармейн Хупер     | Атланта Біт                         | 10   |